# Камілло Кастільйоні
Камілло Кастільйоні (англ. Camillo Castiglionic; 22 жовтня 1879, Трієст, Австр-Угорщина -— 18 грудня 1957, Рим, Італія) — італійсько-австрійський єврейський фінансист і банкір, найбагатша людина в Центральній Європі під час Першої світової війни, на прізвисько «австрійський Стіннес». Брав активну участь у створенні авіації та інвестував у мистецтво. Кастільйоні сприяв заснуванню того, що врешті-решт стане BMW AG.

## Біографія
Кастільйоні народився у Трієсті, який тоді входив до Австро-Угорщини, в родині головного рабина. Камілло зацікавився авіацією і захоплювався польотами. Освіта Камілло була першу чергу правознавчою. Він влаштовувався на посаду адвоката та юриста банку в Падуї, швидко вивчив міжнародні фінанси та способи управління капіталом.
Він був сином виробника гуми, тому Камілло знайшов роботу з австро-американською компанією гумових виробів у Відні в якості агента підрозділу автомобільних шин у Константинополі. Камілло мав великий успіх на цій посаді, продемонструвавши здатність вести переговори та структурувати фінансові угоди. Його підвищили до директора департаменту експорту у Відні.
Близько 1901 року разом з Віктором Сильберером та Францем Хінтерстайссерою Камілло допоміг створити віденський аероклуб. Його призначили заступником директора, а потім у 1904 році і генеральним директором компанії. Завдяки своєму досвіду в галузі виробництва гуми та шин, Камілло побачив народження авіації як галузі, що переходить від хобі на повітряних кулях до імпровізованого планерного судна, що вимагає шин, до  літаків, які працюють від двигунів. Камілло познайомився з багатьма впливовими людьми у  бізнесі, і зрозумів, що авіація не тільки його пристрасть до польоту, але має надзвичайні фінансові можливості.
Камілло  в 1907 роц істворив одну з своїх перших компаній, яка придбала патенти на повітряні кулі та продала повітряні кулі  Австрії, Угорщині. Було багато змагань, на яких брали участь ці  аеростати, і Камілло придбав власний аеростат і успішно склав іспит водія аеростата 24 серпня 1909 року.

## Фінансування авіації
Під час Першої світової війни він став одним із найбагатших та найвпливовіших фінансистів Центральної Європи.
Перший великий інвестор у серійне виробництво літаків. У 1914 році  придбав німецьку авіаційну компанію Hansa- und Brandenburgische Flugzeugwerke, в якій Ернст Хайнкель працював головним конструктором. Придбав мажоритарний пакет акцій Austro-Daimler з його головними дизайнерами Пучем та Порше.  Після ряду невдач його фінансова імперія розпалася в 1926 році. Він переїхав у Швейцарію, потім у Мілан, де створив приватний банк і знову накопичив значний статок. Після Другої світової війни домовився про великий кредит США для свого друга Йосипа Броз Тіто в Югославії . Коли Тіто відмовився платити комісію, Кастільйоні вдалося отримати югославські активи в Італії на мільйони секвестру. 1916 р. 

## Відзнаки
Нагороджений орденом Франца Йосифа стрічкою на хресті військової служби за заслуги перед авіацією 1918 р. Орденом Сент-Жоржа за досягнення у виробництві військових матеріалів.
Кастільйоні розбагатів підприємствами в період інфляції, придбавши більшість акцій Alpine Montan AG. Саме ним була заснована австрійська авіаційна компанія Österreichische Luftfahrtsgesellschaft .

## Вплив на розвиток BMW
Кастільйоні суттєво вплинув на розвиток BMW AG у перші роки. Надання ліцензійної угоди "Австро-Даймлером" Раппу-Верке в 1917 році було частково пов'язано з Кастільйоні.  У1918 році  придбав більшість акціонерного капіталу BMW. У 1922 році Кастільйоні придбав все обладнання, що стосується конструкції двигунів, пов'язані з цим ноу-хау та права на назву.  Кастільйоні перейменував Bayerische Flugzeugwerke в BMW AG і дозволив перейменованій компанії продовжувати виробництво на заводі BFW. З часу створення BMW AG до 9 листопада 1922 року, а потім з 1924 по 1929 рік, він був членом Наглядової ради та президентом BMW AG. 
У1928 році  він придбав Eisenach Automobilwerke. Через фінансові труднощі в 1929 році він був змушений передати свої пакети акцій BMW консорціуму банків (Deutsche Bank, Disconto, Bankhaus Hagen та ін.).
Консорціум, очолюваний Deutsche Bank та Diskonto-Gesellschaft, придбав акції BMW, які раніше належали Камілло Кастільйоні, який стикався з проблемами ліквідності.

## Філантропія
Кастільйоні створив велику колекцію мистецтв та театр у Відні . Він був найбагатшою людиною в Центральній Європі та дуже улюбленим віденцями, яким він допомагав матеріально. Він  був покровителем мистецтв і  підтримував відомого продюсера Макса Рейнхардта, для якого побудував театр. Він настільки захоплювався   увагою громадськості, що жив з усією пишністю та церемонією королівських прав, навіть подорожуючи в приватному салоні кайзера Карла, який він придбав.